# Antonivka, Vilneansk
Antonivka (în ucraineană Антонівка) este localitatea de reședință a comunei Antonivka din raionul Vilneansk, regiunea Zaporijjea, Ucraina.

## Demografie
Componența lingvistică a localității Antonivka
     Ucraineană (92,77%)
     Rusă (5,49%)
     Alte limbi (1,16%)
Conform recensământului din 2001, majoritatea populației localității Antonivka era vorbitoare de ucraineană (92,77%), existând în minoritate și vorbitori de rusă (5,49%).